# 리간드

Cl이 리간드로 작용한 물질

리간드(Ligand)는 배위결합하고 있는 화합물의 중심금속 이온의 주위에 결합하고 있는 분자나 이온을 의미하며, 착이온 안에 존재한다. 착화합물에서 중심 금속 원자에 전자쌍을 제공하면서 배위 결합을 형성하는 원자 또는 원자단을 가리킨다.
이러한 분자나 이온이 중심금속 이온에 비공유 전자쌍을 제공하여 배위결합이 형성되므로 리간드로 작용하기 위해서는 반드시 비공유 전자쌍을 가지고 있어야 한다. 특히, 리간드는 금속이온과 공유결합을 하고 있기 때문에 수용액에서 이온화 하지 않는다.
특이한 예로 수용액 속에 존재하는 금속이온(예:{\displaystyle \mathrm {Al} ^{3+}})은 소량 이온의 상태가 아닌 아쿠아 착이온(예:6 아쿠오알루미늄)의 형태로 존재하게 되는데 이는 물분자가 리간드로 작용한 것이다.
한편 리간드 교환(ligand交換)은 착화합물의 중심 원자에 배위되어 있는 원자나 원자단이 화학적 특성이 같은 다른 배위자와 교환하는 반응이다.

## 생화학
리간드 결합 부위는 리간드가 결합하는 부위로 이때 리간드는 수용체와 결합하여 세포 내의 신호를 전달한다. 이러한 맥락에서 '리간드 구동성 채널'은 리간드로서 작용이 있는 약물이 결합함으로써 열림과 닫힘이 제어되는 이온 채널을 가리킨다.

## 같이 보기
- 주기율표